# اقلیدس مگارایی

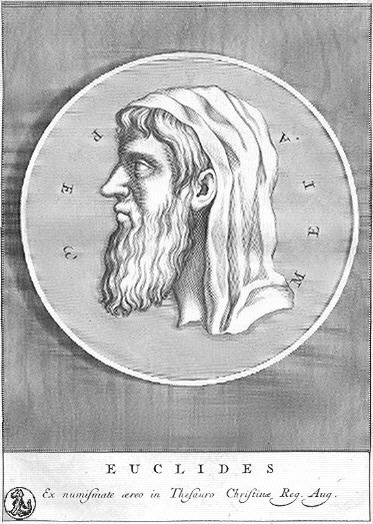

اقلیدس مگارایی (به یونانی: Εὐκλείδης , به انگلیسی: Euclid of Megara) زادهٔ ۴۳۵ ق. م در مگارا و درگذشته به سال ۳۶۵ از فیلسوفان یونان باستان و بنیانگذار مکتب مگارایی در فلسفه بود. اقلیدس مگارایی را نبایستی با اقلیدس، ریاضی‌دان مشهور اشتباه گرفت.

## زندگی
اقلیدس در سال ۴۳۵ پیش از میلاد در شهر مگارا چشم به جهان گشود. وی در زمرهٔ شاگردان سقراط بود. از آنجایی که ورود به آتن در آن مقطع برای اهالی مگارا منع شده بود مجبور شد برای گوش سپردن به آموزه‌های استاد شب‌ها با لباس زنانه وارد آتن شود. افلاطون و تنی چند از فیلسوفان نزدیک سقراط پس از اعدام او مدتی همراه با اقلیدس به مگارا پناه بردند. آنگونه که از مکالمات افلاطون برمی آید در زمان مرگ استاد بر بالین وی حضور داشت. همچنین در مکالمهٔ ته تتوس نقش کسی را ایفا می‌کند که مکالمهٔ میان سقراط و ته‌تتوس را نوشته و ثبت کرده‌است.

## اندیشه
اقلیدس خود را وقف آموختن نوشتجات پارمنیدس می‌کرد و در کنار تأثیر از آموزه‌های سقراط، می‌توان کماکان او را پیرو مکتب الئایی دانست. در اندیشهٔ او خیر اعلی وحدت است و هیچ اصلی در تضاد با خیر وجود ندارد؛ چرا که این به معنی کثرت می‌شود و در اندیشهٔ پارمنیدس کثرت جایی ندارد.